# Słowiakowa Góra

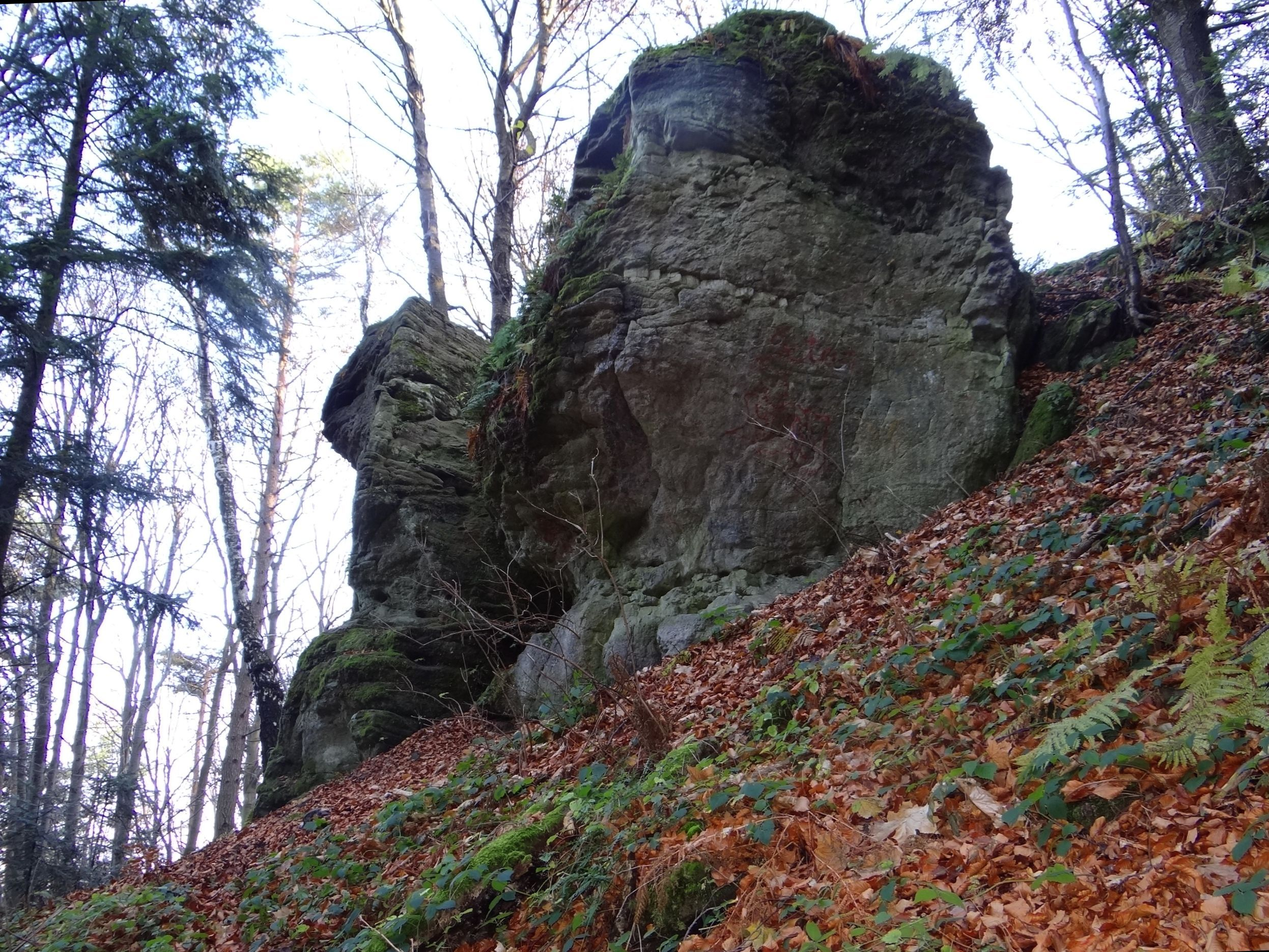
Diabelski Kamień na Słowiakowej Górze

Słowiakowa Góra – południowo-wschodni grzbiet Solniska (Kotonia) w Beskidzie Makowskim. Grzbiet ten, opadający do Raby w Pcimiu stanowi wschodnie zakończenia Pasma Kotonia. Jego południowo-zachodnie stoki opadają do doliny potoku Kącianka (Kaczanka) i wysoko podchodzą na nich pola i zabudowania Pcimia, w niektórych miejscach (osiedle Figuły) aż pod sam grzbiet. Stoki północno-wschodnie opadają do Raby, są całkowicie zalesione i należą do miejscowości Stróża. Znajduje się na nich duży ostaniec zwany Diabelskim Kamieniem. 

## Szlak turystyczny
Pcim – Pękalówka – Kotoń